# Panaxia conjuncta
Panaxia conjuncta là một loài bướm đêm thuộc phân họ Arctiinae, họ Erebidae.